# Яркишлак (Андижанська область)
40°36′05″ пн. ш. 72°44′25″ сх. д. / 40.60139° пн. ш. 72.74028° сх. д.
Яркишлак (узб. Ёрқишлоқ, Yorqishloq) — міське селище в Узбекистані, в Джалалкудуцькому районі Андижанської області.
Розташоване у Ферганській долині, біля кордону з Киргизстаном, на правому березі річки Акбури, за 15 км на південний схід від залізничної станції Грунчмазар (м.Ахунбабаєв), за 8 км на північний захід від Оша (Киргизстан). За 5 км на схід від Яркишлака розташований міжнародний аеропорт Ош.
Населення 8,5 тис. мешканців (1986). Статус міського селища з 2009 року.